# Teobaldo II de Navarra
Teobaldo II (c. 1239 — Trapani, Sicília, 4 de dezembro de 1270) foi rei de Navarra e conde de Champagne (como Teobaldo V).

## Biografia
Era o segundo dos seis filhos do rei Teobaldo I e de sua terceira esposa, Margarida de Bourbon. Sucedeu ao pai com apenas quatorze anos, sob a regência de sua mãe e sob a tutela do rei Jaime I de Aragão, até 1256, quando foi declarado capaz.
Logo no início de seu reinado teve de enfrentar problemas de estado. Em 27 de novembro de 1251, teve que jurar fidelidade aos foros de Navarra, que limitavam seus poderes colocando-o sob o conselho de um tutor escolhido entre a nobreza navarra. Não poderia fazer julgamentos sem o júri de doze nobres. Teobaldo, no entanto, recusou-se a ter seu poder restringido e obteve o consentimento do papa Alexandre VI para introduzir os rituais franceses de unção e coroação (em 1257 e 1259) para justificar a origem divina do poder do monarca.
A burguesia apoiava ao rei, inclusive pagando impostos extraordinários, e, em troca, Teobaldo dava-lhes prestígio e influência, limitando o poder da nobreza. Ele ampliou a cobertura dos foros de Pamplona à localidade de Lanz, e os de Estella às localidades de Tiebas e de Torralba. Fundou Espinal em 1269.
Continuou a melhorar a administração do Tesouro Real iniciada por seu antecessor, e organizou o primeiro censo da população do reino, que continha mais de 30 000 residências e 150 000 habitantes.
Em 6 de abril de 1258, em Melun, casou-se com a princesa Isabel de França, filha do rei Luís IX da França e de Margarida da Provença. Seu sogro atuava como seu intermediador em suas relações exteriores. Desse modo, Afonso X de Castela autorizou o uso dos portos de Hondarribia e San Sebastian para Navarra (necessário para suas exportações) durante a vida de Teobaldo, em troca da promessa a filha de Luís IX, Branca, e Fernando de La Cerda, príncipe herdeiro de Castela.
Em 1270, Teobaldo zarpou para a Terra Santa com seu sogro para uma cruzada, durante a qual o rei francês faleceu em Túnis. Durante sua viagem de volta a Navarra, Teobaldo faleceu em Trapani, na Sicília. Isabel também expirou quatro meses depois. O casal não deixou filhos. Teobaldo, no entanto, teve uma filha com sua amante Marquesa Gil de Rada:
- Marquesa de Navarra (morta depois de 1303), que veio a ser a segunda esposa de Pedro Fernandes, barão de Hijar, filho ilegítimo do rei Jaime I de Aragão.

O corpo de Teobaldo foi sepultado na igreja dos franciscanos em Provins, na Ilha-de-França. Foi sucedido pelo irmão mais novo, Henrique I.